# Erik Jendresen
Erik Jendresen é um autor, bem como um escritor e produtor de peças de teatro, televisão e cinema.
Como criador e produtor da minisérie Band of Brothers em 2001, Jendresen foi um dos ganhadores deste ano do Emmy Award para "Melhor Minissérie", que ele compartilhou com Tom Hanks e Steven Spielberg, entre outros. Como o escritor principal, Jendresen também compartilhou uma nomeação ao Emmy na categoria de "Melhor Roteiro para Minissérie ou Filme". O show também resultou em um Golden Globe Award para "Melhor Minissérie ou Filme Feito para Televisão", e 20 outros prêmios, incluindo o Peabody Award.
Jendresen está ligado a vários projetos em vários estágios de desenvolvimento, incluindo a National Geographic Films Aloft (estrelado por Robert Redford), The Hot Zone (baseado no romance de Richard Preston), Fire (baseado no livro Junger Sebastian com o mesmo nome), The 300 Spartans, Explaining Hitler, Cousteau, The Immortals, Journey to the Center of the Earth, uma minissérie de quatro horas, "Majestic-12", uma série de televisão baseada na história de The Pony Express, com Robert Duvall e, com Christopher McQuarrie, uma série de televisão baseada no filme de Francis Ford Coppola, "The Conversation".
Como um escritor/produtor, seus projetos incluem "Sublime", dirigido por Tony Krantz e estrelado por Tom Cavanagh e Kathleen York, "American Voodoo", "Otis" (com o diretor Tony Krantz), "The Big Bang" (estrelado por Antonio Banderas e Sam Elliott), "The Last President" (dirigido por Anhony Drazan), "The Human Comedy" (dirigido por Meg Ryan), "Saint-Ex", dirigido por Christopher McQuarrie, e "Solo", dirigido por Antonio Banderas.
Jendresen também tem em seu currículo diversos livros, a maioria sobre o desenvolvimento sócio-antropológico do Peru e da Bacia Amazônica, como "Dance of the Four Winds" e sua continuação "Island of the Sun" (ambas baseadas em revistas e em co-autoria com Alberto Villoldo) e o livro infantil "The Story Ever Told Primeira" (também com Villoldo). "Hanuman" (com M. Joshua Greene e Li Ming) é uma reedição para crianças de uma parte da Ramayana.
Ele também é autor das peças "Malice Aforethought", "Excuse My Dust", e "The Killing of Michael Malloy".

## Ligações Externas
- Erik Jendresen. no IMDb.
- Interview with IGN Film Force
- "Band of Brothers" at TV Tome.